# 부여도서관
부여도서관은 충청남도 부여군 소재의 도서관이다.

## 연혁
- 2020. 09. 10. 2020 도지사 인증 우수도서관(충남도서관)
- 2020. 01. 09. 충청남도통합도서관 서비스 시작
- 2019. 03. 01. 충청남도부여교육지원청부여도서관으로 명칭 변경
- 2013. 02. 28. 2013 제45회 한국도서관상(한국도서관협회)
- 2012. 03. 14 자료실 통합 및 강의실, 유아방, 동아리방 신설
- 2009. 01. 02 부여도서관 재구조화
- 2000. 03. 01 부여지역 평생학습관 지정
- 1998. 12. 18 전국문화기반시설평가 도서관부분 격려상 (문화체육관광부)
- 1995. 03. 20 확장이전(구 교육청청사)
- 1991. 03. 25 부여도서관으로 명칭 변경
- 1971. 10. 15 부여군립도서관 개관

## 이용 안내
휴관일매주 일요일, 공휴일
이용 시간
- 종합·어린이자료실: 월~금 09:00~1900 / 토 9:00~17:00
- 열람실: 월~토 09:00~21:00